# Farma Wiatrowa Kamionka
Farma Wiatrowa Kamionka – elektrownia wiatrowa zlokalizowana w okolicach miejscowości Kamionka w gminie Mieszkowice, w powiecie gryfińskim w województwie zachodniopomorskim.
Elektrownia składa się z 12 wiatraków Nordex N100/2500 o mocy osiągalnej 2,5 MW każdy, przeznaczonych do pracy w warunkach wietrzności oznaczonych w klasyfikacji IEC jako 2a (wysokość piasty – 80 m) i 3a (100 lub 140 m).
Inwestycja została zrealizowana w latach 2010–2012, ale pierwsze wiatraki włączono do sieci energetycznej Enea już w roku 2011.